# Кумс, Стивен
Стивен Кумс (англ. Stephen Coombs; род. 11 июля 1960, Беркенхед, Мерсисайд) — британский пианист.

## Биография
Учился частным порядком у Джоан Слейд, затем у её дочери Хизер Слейд-Липкин и наконец в Королевском Северном колледже музыки у Гордона Грина (1905—1981). В 13 лет занял второе место на Английском национальном конкурсе пианистов, двумя годами позже дебютировал в лондонском Вигмор-холле.
Известность Кумса связана, прежде всего, с серией сделанных им записей. Начав в 1989 г. с альбома пьес Дебюсси для двух фортепиано (вместе с Кристофером Скоттом), он в скором времени нащупал собственную специализацию, связанную с редким позднеромантическим репертуаром, особенно русским. Для известной серии «Романтические фортепианные концерты» (Hyperion Records) Кумс записал с Шотландским симфоническим оркестром BBC концерты Жюля Массне, Рейнальдо Ана, Габриэля Пьерне, Антона Аренского, Сергея Борткевича, Александра Глазунова, Александра Гедике, а также двойные концерты Феликса Мендельсона (с Йеном Манроу). Отдельные альбомы Кумс посвятил музыке Аренского, Борткевича, Анатолия Лядова и особенно Глазунова (полное собрание фортепианных произведений, 4 выпуска). С участием Кумса сложились альбомы камерных произведений Рейнальдо Ана и Георгия Катуара.